# بيغي غيلبرت
بيغي غيلبرت (بالإنجليزية: Peggy Gilbert)‏ هي عازفة الجاز ومغنية أمريكية، ولدت في 17 يناير 1905 في سيوكس سيتي في الولايات المتحدة، وتوفيت في 12 فبراير 2007 في بربانك في الولايات المتحدة.

## وصلات خارجية
- بيغي غيلبرت على موقع IMDb (الإنجليزية)
- بيغي غيلبرت على موقع ميوزك برينز (الإنجليزية)
- بيغي غيلبرت على موقع قاعدة بيانات الفيلم (الإنجليزية)